# The STRUMMERS
The Strummers （ザ・ストラマーズ）は、日本のパンク・ロックバンド。1985年に結成。1990年、徳間ジャパンコミュニケーションズよりデビュー。2004年、自身のレーベルThe Strummers Official Productを設立。

## 概要
バンド名は「ザ・クラッシュ」のボーカル兼ギタリストジョー・ストラマー（Joe Strummer）に由来。
- 1985年、ボーカルのイワタを中心として東京で結成[3]。
- 1987年、メンバー制作のファースト・ソノシートをリリース。渋谷La.mama、新宿ロフトを中心として精力的に活動。
- 1988年、春にクラブ・ザ・スターとマネジメント契約。ファースト・アルバム「HERE' THE STRUMMERS」（30cm LP）を発表。初の全国ツアーも展開。これによりザ・ストラマーズの名が全国的なものとなる。
- 1989年、クラブ・ザ・スターより2ヵ月連続でシングルをリリース。 2作連続でインディーズチャートの初登場第1位。これにり3ヵ月連続でチャートの1位2位をザ・ストラマーズが独占。
  - 秋に1stアルバム『HERE' THE STRUMMERS』を発表。『RUNNING ON THE WILD SIDE』をリリース。3ヵ月以上に渡りインディーズ・チャートのトップを独占する。
- 1990年、2月に徳間ジャパンコミュニケーションズと正式契約。ロンドンレコーディングによるメジャー・ファースト・アルバム、シングル『STAND AGAIN』を発表。新宿パワーステーションを皮切りに全国40ヵ所以上のツアーを決行。
- 1991年、ニューヨークレコーディングによるメジャー2ndアルバム『MAXIMUM ROCK 1991』を発表。
- 1992年、再びロンドンレコーディングによる3rdアルバム『理由なき世代』を発表。同時に全国30ヵ所以上の全国ツアーを行う。
- 1993年、川崎クラブチッタでのライブを完全収録した初のライブアルバム『SHOUT&SHOUT』を発表。
- 1994年、新メンバーによる新宿ロフトのライブの新曲等5曲を収録したミニアルバム『STYLE 1994』を無料配布。
- 1995年、3年ぶりのオリジナルアルバム『TOKYO JESUS』をクラブ・ザ・スターよりリリース。
- 1996年、"TOKYO JESUS 1996"と題して全国ツアーを行う。
- 1997年、2月にオリジナル第8作目のアルバム『AGILE&FICTION』をリリース。同時にTHE STAR CLUBと共に3月から4月にかけて全国ツアー。7月、新宿ロフトにてゲストを迎え「クラブ・ザ・スター・ナイト」を開催
- 1998年、春にイワタの初出演作"喧嘩愚連隊"（東映Vシネマ）がリリース。5月30日、結成13周年スペシャル・ライブ「tribute to The STRUMMERS 1985-1998」を開催。
- 2000年、夏に大口知彦と家根谷憲治が加入。冬に新曲1曲と新レコーディング2曲を含むインディーズベスト盤『SPIRITS OF FUCKIN' STREET』をリリース。
- 2001年、冬に新メンバーでの新作『LIFE, MOMENT, PUNK ROCK SONG』リリース。
- 2002年、3月に『LIFE, MOMENT, PUNK ROCK SONG』CD発売記念ライブを行う。
- 2003年、ドラム・セイイチロウが正式加入。2月にジョー・ストラマー追悼イベントをイワタのプロデュースで新宿ロフトにて開催。同時に追悼シングルをリリース。
  - 6月、オリジナルフルアルバム『ALL WE CAN OFFER』をリリース。11月、ソニーレコードのV.A.『THE CLASH TRIBUTE』に「COMPLETE CONTROL」で参加。
  - ジョー・ストラマーの命日12月22日には下北沢SHELTERで「SPIRITS OF JOE STRUMMER CONTINUE!!!」を企画。これ以降毎年行う。

## メンバー
- 岩田 美生（いわた よしお、1966年1月25日 - 2017年5月9日）
  - リーダー、ボーカル、作詞[10]担当。 静岡県焼津市出身。駒澤大学出身。愛称「イワタ（IWATA）」。駒澤大の音楽サークルではThe ピーズの大木温之と同期[11]。1998年『喧嘩愚連隊』（東映Vシネマ）出演など。
  - 2017年5月9日、腎臓がんの転移のため逝去、享年51[12]。

- 渡辺 明人（わたなべ あきと、7月26日 - ）
  - ギター、ボーカル、作曲担当。 東京都出身。1989年に加入。愛称「アキト（AKITO）」。

- 大口 知彦（おおぐち ともひこ、7月26日 - ）
  - ギター、ボーカル担当。東京都出身。元HOT＆COOL。2000年夏に加入。愛称「オオグチ（OHGUCHI）」。

- 家根谷 憲治（かねや けんじ、1月7日 - ）
  - ベース、ボーカル担当。東京都出身。元HOT＆COOL。2000年夏に加入。愛称「カネヤ（KANEYA）」。

- 岡田 誠一郎（おかだ せいいちろう、2月26日 - ）
  - ドラムス担当。愛知県名古屋市出身。2003年に加入。愛称「セイイチロウ（SEIICHIRO）」。

### 過去のメンバー
- NAKAZ（ナカズ）初期メンバー、ベース、作曲担当。LONDS OF THREE、THE STAR CLUBを脱退後、UKIと共に仏陀頭に参加。現TOO LATE...ASIA。
- KIN（キン）初期メンバー、ギター、作曲担当。
- TAKATO（タカト）初期メンバー、ドラムス担当。

## ディスコグラフィー

### シングル
- 1986年『The Strummers !』Office Joe Records – OJ-001
  - 1.Punky Boy　2.All The Young Generation
- 1988年『Rebel Rock 1988』Club The Star Records – CSR1006
  - A.Rebel Rock　B.1988
- 1988年『20世紀の終り Gun Control Remix』Club The Star Records – CSR-1004
  - A.20世紀の終り Gun Control Remix
- 1988年『Let's Live For Today』Club The Star Records – CSR-1005
  - A1.今日を生きよう
- 1990年『STAND AGAIN』Japan Record – TKDA-30125
  - 1.Stand Again　2.The Harder They Come
- 1992年『路地裏の不良少年』	Japan Record – TKDA-30514
  - 1.路地裏の不良少年 -Go Boys Go-　2.今日を生きよう　3.G・Iブルース
- 1994年『Style 1994』Not On Label – STM-1
  - 1.		明日への手紙　2.Beat Crazy　3.お前に会うために　4.欲望 (I Wanna Love Myself)　5.裸の天使
- 1996年『Welcome Scum / Fly』Glitterbest Records – GB-001
  - A,Welcome Scum　B.Fly
- 2003年『Spirits Of Joe Strummer Continue!! 』Club The Star Records – CSRD-1222
  - 1.十字路の彼方 -New Recording 2003-　2.White Man In Hammersmith Palais　Featuring – Øki　3.Pressure Drop Featuring – Koji Iwakawa
- 2004年『Too Fast To Live, Too Young To Die』The Strummers Official Product – SOPD-0001
  - 1.傷だらけの恋のメロディー (Too Fast To Live, Too Young To Die)　　2.Last Punk Hero　3.Days - 囚人の詩 -
- 2005年『反逆者のすべて。』The Strummers Official Product – DDCS-5001
  - 1.反逆者のすべて　2.狂熱のロックンロール　3.ハード・レイン・ボム（Live）　4.エヴリデイ・エブリバデイ（Live）
- 2008年『BasementWise Vol.2 + No Chance』The Strummers Official Product – SOPD-0005
  - 1.No Chance　2.Hot Road　3.Strummer Dub “Strummer Rock Remix”
- 2010年『The Ryders / The Star Club / The Strummers - Run On The Wild Side 2010』Not On Label – SRS-1985
  - 1.The Ryders–Marching On -Here's The Strummers!-　2.The Star Club–Soul Shakedown R&R　3.The Strummers–Spirits Of Fuckin' Street (2010 Version)
- 2011年『Yell』The Strummers Official Product – SOPD-0006
  - 1.Yell　2.Rolling Fire　3.Happy

### アルバム
- 1988年「HERE' THE STRUMMERS」（30cm LP）
  - 1.Soo Young	2.Loneliness On My Back　3.20世紀の終わり	4.Control Blues　5.気狂いピエロ　6.狂った世の中　7.Dreamin' Boy (Shal-la-la)
- 1989年「Hard Rain Bomb」(MiniAlbum) Club The Star Records – CSR 1007
  - A1.Hard Rain Bomb　A2.心のS.O.S.　A3.今日を生きよう　B1.探し続けよう　B2.G.I. Blues　B3.Untitled (D.U.B.)
- 1989年『HERE' THE STRUMMERS』
- 1989年『RUNNING ON THE WILD SIDE』
- 1990年『STAND AGAIN』Japan Record – TKCA -70215
  - 1.Soul Shake Down R&R　2.The Basement Rockers　3.Stand Again　4.Midnight Cry　5.お前に会うために　6.時代の目撃者たち　7.Real Cool Fool Time
- 1991年『MAXIMUM ROCK 1991』Japan Record – TKCA-30256
  - 1.Angry Young Kids　2.Machinegun R&R　3.Break Out　4.明日なき街角　5.Crazy Rat Race　6.Problem　7.Clash City 1991　8.Raving City
- 1992年『Generation Without A Cause』Japan Record – TKCA-30509
  - 1.The Young Punks　2.路地裏の不良少年～Go Boys Go　3.Rock Robber　4.理由なき世代　5.Basemant Gangster (The Basement Rockers 2)　6.One Way Street　7.3-6-5　8.Black Leather Barbarian
- 1992年『Shout & Shout!』（Rock Robber Tour: Live At Club Citta’Kawasaki 17th April 1992）Japan Record – TKCA-30684
  - 1.The Young Punks　2.路地裏の不良少年-Go Boys Go-　3.Rock Robber　4.Hot Road　5.理由なき世代　6.I Fought The Law
- 1994年『STYLE 1994』ミニアルバム
- 1995年『TOKYO JESUS』Club The Star Records – CSD-010
  - 1.東京Jesus - Introduction - Livin' In The Harder World　2.流れ弾　3.Pretty Boredom　4.十字路の彼方　5.友よ　6.The Next Gate　7.Speed Junkie (時代という名の列車)　8.Urban Cowboy
- 1997年『AGILE & FICTION』Club The Star Records – CSD-013
  - 1.Gimmie Power　2.Welcome Scum　3.Jet Coaster　4.Animal Man　5.Samurai Youth　6.Faster ～少年よ砂漠に薔薇を　7.恋をしようよ～ Natural Born Lovers　8.Rocket In My Pocket
- 1998年『Exile In A Lonely Country』Club The Star Records – CSD-014
  - 1.Living Reason　2.青春の犯罪者　3.Raw In The Jungle　4.Guilty Night　5.Rock You　6.Shake The Fake　7.Stand By Me　8.Exile 199X (Living Reason Remix)
- 2001年『Life, Moment, Punk Rock Song』Club The Star Records – CSRD-2001
  - 1.明日に向かって撃て! -Light Your Rights-　2.It's Only パンクロックソング　3.Weekend Riot　4.Graffiti '85　5.One Life　6.Bankrobber
- 2003年『ALL WE CAN OFFER』Club The Star Records – CSRD-0069[13]
  - 1-1.Marching On -Here's The Strummers!-　1-2.Ash And Diamond　1-3.“Not For Sale”　1-4.246 On The Motorway　1-5.Radio, Radio　1-6.Go Always　1-7.Kid And Boots
- 2005年『STRUMMER ROCK』The Strummers Official Product – DDCS-5002
  - 1.Strummer Rock	2.Oh! Bambino	3.反逆者のすべて。～アルバム Version　4.ブーメランのように　5.Justice (For All Rights & Heavy Duties)	6.陽炎の季節　7.ヴァイア・コンディオス -明日なきハイウェイ-	8.21st Step
- 2006年『Wild Romance』(MiniAlbum)The Strummers Official Product – DDCS-5003
  - 1.Speed Kills　2.Gently Street Wise　3.Answer　4.Independent Day　5.No★Way　6.Heart Of Strummer
- 2008年『DJANGO』The Strummers Official Product – DDCS-5004
  - 1.突き抜けろ！- Breakthrough Point　2.No Change (Album Version)　　3.Say Wooh!　4.Black Suede Shoes　5.The Bridge (Ya- Ya- Ya-)　	6.Tightrope　7.Cool Rule　8.The Old Kids Are Allright
- 2012年『闇に叫ぶ街』The Strummers Official Product – SOPD-0007
  - 1.Iron Heart　2.Time For Action　3.Yell　4.Licence　5.Gimme Gimme Gimme　6.さすらい　7.The Show Must Go On
- 2014年『FIVE GUNS & COWBOY』The Strummers Official Product – SOPD-0010
  - 1. 明日に向かって撃て!-Light Your Rights-　2. ONE LIFE　3. 十字路の彼方　4. MARCHING ON-Here’s The STRUMMERS!-　5. 悲しみの246　6. 愛を込めて(All we can offer)　7. 青の条件　8. 傷だらけの恋のメロディー(TOO FAST TO LIVE,TOO YOUNG TO DIE)　9. 狂熱のロックンロール　10. STRUMMER ROCK　11. 反逆者のすべて。(ALBUM VERSION)　12. ヴァイア・コンディオス-明日なきハイウェイ-　13. ALL THE YOUNG GENERATION　14. SPEED KILLS　15. 逃亡者-13th NO★WAY-　16. NO CHANGE＜ALBUM VERSION＞　17. SAY WOOH!　18. THE BRIDGE(YA-YA-YA-)　19. YELL(ALBUM VERSION)　20. LICENCE　21. 荒野へ　22. SPIRITS OF FUCKIN’ STREET
- 2017年『SHOUT & SHOUT!』徳間ジャパンコミュニケーションズ – TKCA-74554
  - 1. THE YOUNG PUNKS　2. 路地裏の不良少年-GO BOYS GO-　3. ROCK ROBBER　4. HOT ROAD　5. 理由なき世代　6. I FOUGHT THE LAW　7. C’MON EVERYBODY　8. BREAK OUT　9. THE BASEMENT ROCKERS　10. PUNKY BOY　11. 20世紀の終わり　12. EVERYDAY EVERYBODY　13. 心のS.O.S　14. 探し続けよう　15. DREAMIN’ BOY(Sha-la-la)　16. HARD RAIN BOMB　17. POLICE ON MY BACK　18. BASEMENT GANGSTER(THE BASEMENT ROCKERS II)　19. CRAZY RAT RACE　20. BACK TO THE STREET　21. ANGRY YOUNG KIDS　22. MACHINE GUN R&R　23. SOUL SHAKEDOWN R&R　24. SHOUT & SHOUT!　25. STAND AGAIN　26. SO YOUNG　27. 白い暴動　28. ハートせつなく＜NEW RECORDING＞
- 2019年『Flat Out!』	The Strummers Official Product – SOPD-0012
  - 1.Running On　2.The Basement Rules　3.Nineteen Blues　4.Rumble Maker　5.Pride Of Misfits　6.Pulsate Song　7.Routeless

#### ベスト・アルバム
- 2000年『SPIRITS OF FUCKIN' STREET』（新曲1曲と新レコーディング2曲を含む）
- 2014年『FIVE GUNS & COWBOY』[14]